# 고향의 등불
고향의 등불은 한국에서 제작된 장황연 감독의 1954년 영화이다. 양일민 등이 주연으로 출연하였다.

## 출연

### 주연
- 양일민
- 독우영
- 신동훈
- 신영자

## 제작진
- 조명: 이한찬
- 녹음: 이경순